# Foho Belgu
Der Foho Belgu (kurz Belgu) ist ein 1559 m hoher Berg in Osttimor. Er befindet sich in der Südostecke der Aldeia Pip Galag 2, im Osten des Sucos Tapo/Memo (Verwaltungsamt Maliana, Gemeinde Bobonaro). Der Gebirgszug bildet die Grenze des Tapo/Memos im Osten. Nördlich liegt der Lolo Tumisiri (1495 m), südlich der Lakus (1765 m).

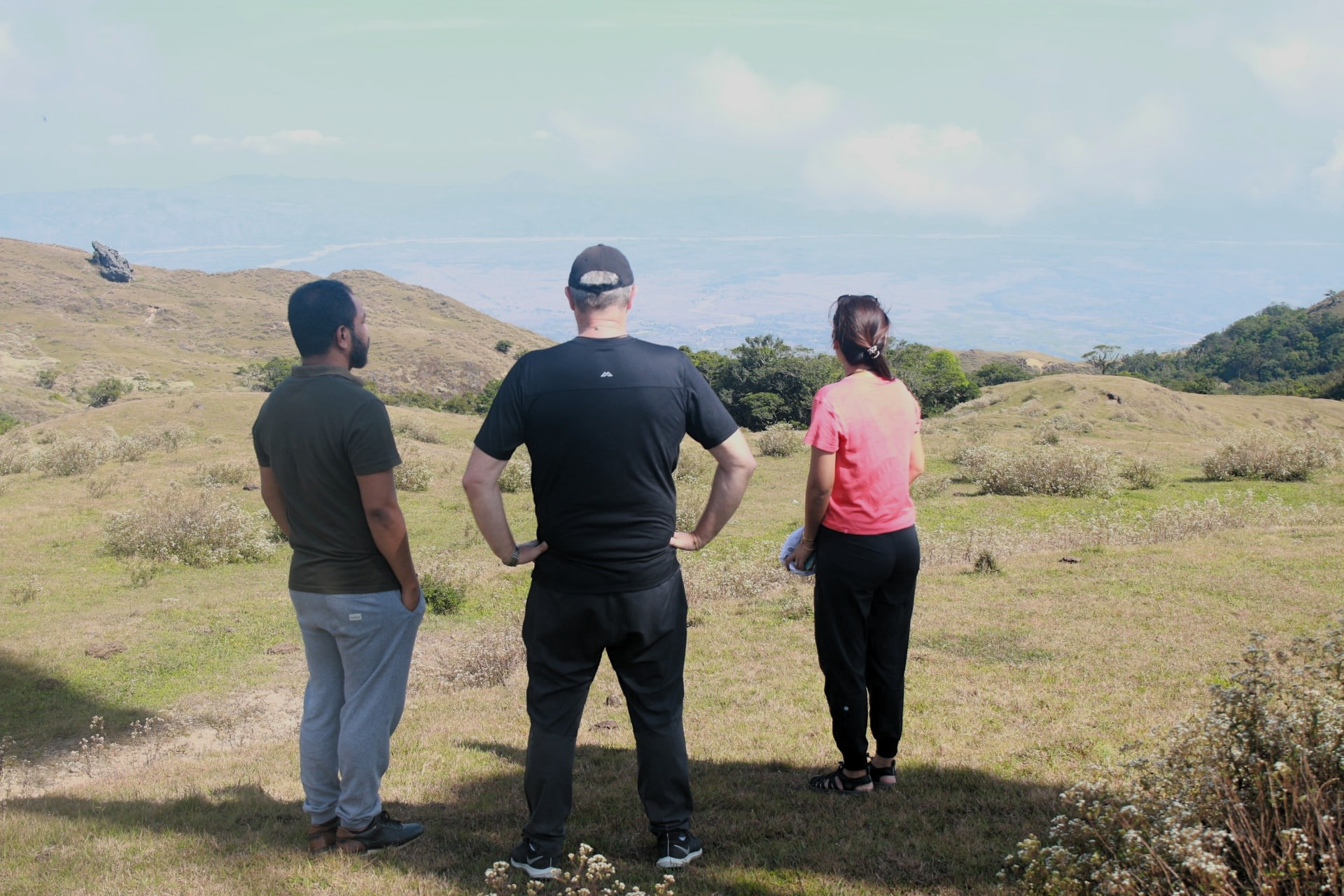
Blick vom Foho Belgu hinab auf Tapo/Memo. Im Hintergrund sieht man den Malibaca, der Grenzfluss zu Indonesien.

Zum Foho Belgu hinauf führt vom Suco Tapo aus, von Osten her ein Weg hinauf. Auf dem Gipfel befinden sich Sendeanlagen der Timor Telecom und der Telkomcel.